# Difusividade térmica
Na análise de transferência de calor, difusividade térmica é a condutividade térmica dividida por densidade e capacidade específica de calor a pressão constante.
Mede a taxa de transferência de calor de um material do lado quente para o lado frio. Ele tem a unidade derivada SI de m²/s. A difusividade térmica é geralmente denotada {\displaystyle \alpha }, mas {\displaystyle a}, {\displaystyle \kappa }, {\displaystyle K}, e {\displaystyle D} também são usados. A fórmula é:
{\displaystyle \alpha ={k \over {\rho \,c_{p}}},}
onde:
- {\displaystyle k} é condutividade térmica (W/(m·K))
- {\displaystyle \rho } é densidade (kg/m³)
- {\displaystyle c_{p}} é  capacidade de calor específica (J/(kg·K))

Juntos, {\displaystyle (\rho \,c_{p})} podem ser considerados a capacidade de calor volumétrico (J/(m³·K)).
Como visto na equação do calor,
{\displaystyle {\frac {\partial T}{\partial t}}=\alpha \nabla ^{2}T},
uma maneira de visualizar a difusividade térmica é como a razão entre tempo derivado de temperatura e sua curvatura, quantificando a taxa na qual a concavidade da temperatura é "suavizada fora". Em certo sentido, a difusividade térmica é a medida da inércia térmica. Em uma substância com alta difusividade térmica, o calor se move rapidamente através dela porque a substância conduz calor rapidamente em relação à sua capacidade volumétrica de calor ("thermal bulk").